# Eveliina Rouvali
Anna Eveliina Rouvali, född 16 april 1997 i Kuopio, är en finländsk kulstötare. Hon tävlar för Kuopion Reipas och tränas av Teemu Leppämäki.

## Karriär

### 2015–2016
I juni 2015 stötte Rouvali ett nytt personbästa på 14,93 meter vid en tävling i Kuopio. Följande månad stötte hon 14,03 meter i kvalet vid junior-EM i Eskilstuna, vilket inte var tillräckligt för en finalplats. I augusti tog Rouvali guld i U20-klassen vid finska juniormästerskapen i Nyslott efter en stöt på exakt 14 meter.
I februari 2016 stötte Rouvali ett nytt personbästa inomhus på 14,84 meter vid Nordenkampen i Växjö. I juli samma år slutade hon på 19:e plats i kvalet vid junior-VM i Bydgoszcz med en stöt på 13,95 meter, vilket inte räckte för en finalplats. Månaden därpå tog Rouvali sitt andra raka guld i U20-klassen vid finska juniormästerskapen i Villmanstrand efter en stöt på 15,04 meter.

### 2017–2019
I februari 2017 tog Rouvali guld och satte ett nytt personbästa i U23-klassen vid finska inomhusmästerskapen för juniorer i Åbo med en stöt på 15,28 meter. I juli samma år slutade hon på totalt 15:e plats i kvalet vid U23-EM i Bydgoszcz med en stöt på 14,43 meter, vilket inte räckte för en finalplats. Senare samma månad tog Rouvali brons vid Kalevaspelen i Seinäjoki. Månaden därpå tog hon guld i U23-klassen vid finska juniormästerskapen i Åbo efter en stöt på 14,55 meter. I februari 2018 tog Rouvali guld vid finska inomhusmästerskapen för juniorer i Kuortane med en stöt på 14,93 meter.
I februari 2019 tog Rouvali silver vid finska inomhusmästerskapen i Kuopio med en stöt på 15,53 meter. Senare samma månad tog hon guld och satte ett nytt personbästa vid finska inomhusmästerskapen för juniorer i Joensuu med en stöt på 16,50 meter. I juli samma år vid U23-EM i Gävle slutade Rouvali på åttonde plats efter en stöt på 15,70 meter. Månaden därpå tog hon brons vid Kalevaspelen i Villmanstrand efter en stöt på 14,84 meter.

### 2020–2022
I februari 2020 tog Rouvali silver vid finska inomhusmästerskapen i Tammerfors med en stöt på 15,77 meter. I augusti samma år tog hon även silver vid Kalevaspelen i Åbo efter en stöt på 15,75 meter. I februari 2021 tog Rouvali sitt första guld och satte nytt personbästa vid finska inomhusmästerskapen i Jyväskylä med en stöt på 16,61 meter. I augusti samma år tog hon silver vid Kalevaspelen i Tammerfors efter en stöt på 16,34 meter.
I februari 2022 tog Rouvali silver och satte ett nytt personbästa vid finska inomhusmästerskapen i Kuopio efter en stöt på 17,04 meter, endast en centimeter bakom guldmedaljören Senja Mäkitörmä. I maj 2022 förbättrade hon sitt personbästa till 17,51 meter vid en tävling i Tavastkyro, vilket placerade henne som femte bästa kulstötaren genom tiderna från Finland. I augusti 2022 vid kalevaspelen i Joensuu tog Rouvali sitt tredje raka silver efter en stöt på 16,91 meter. Samma månad tävlade hon vid EM i München och slutade på 17:e plats i kvalet med en stöt på 17,07 meter.

### 2023
I februari 2023 tog Rouvali sitt andra guld vid finska inomhusmästerskapen i Helsingfors och noterade ett nytt personbästa inomhus på 17,31 meter. Följande månad tävlade hon i kultävlingen vid inomhus-EM i Istanbul och slutade på 14:e plats i kvalet med en stöt på 16,26 meter. I maj 2023 förbättrade Rouvali sitt personbästa med två centimeter till 17,53 meter vid nordiska mästerskapen i Köpenhamn.
I juli 2023 tog Rouvali silver vid kalevaspelen i Lahtis efter att ha slutat bakom Kaisa Kymäläinen. Följande månad tävlade Rouvali vid VM i Budapest, där hon slutade på 29:e plats i kulstötningskvalet.

## Tävlingar

### Internationella
| År                   | Tävling                        | Plats                | Placering            | Gren                 | Distans              |
| Tävlande för Finland | Tävlande för Finland           | Tävlande för Finland | Tävlande för Finland | Tävlande för Finland | Tävlande för Finland |
| -------------------- | ------------------------------ | -------------------- | -------------------- | -------------------- | -------------------- |
| 2015                 | Junioreuropamästerskapen       | Eskilstuna           | 14:e (kval)          | Kulstötning          | 14,03 m              |
| 2016                 | Juniorvärldsmästerskapen       | Bydgoszcz            | 19:e (kval)          | Kulstötning          | 13,95 m              |
| 2017                 | U23-europamästerskapen         | Bydgoszcz            | 15:e (kval)          | Kulstötning          | 14,43 m              |
| 2019                 | U23-europamästerskapen         | Gävle                | 8:e                  | Kulstötning          | 15,70 m              |
| 2022                 | Europamästerskapen             | München              | 17:e (kval)          | Kulstötning          | 17,07 m              |
| 2023                 | Europeiska inomhusmästerskapen | Istanbul             | 14:e (kval)          | Kulstötning          | 16,26 m              |
| 2023                 | Världsmästerskapen             | Budapest             | 29:e (kval)          | Kulstötning          | 16,61 m              |

### Nationella
| - Finska friidrottsmästerskapen (utomhus): - 2017: Brons – Kulstötning (14,90 meter, Seinäjoki) - 2019: Brons – Kulstötning (14,84 meter, Villmanstrand) - 2020: Silver – Kulstötning (15,75 meter, Åbo) - 2021: Silver – Kulstötning (16,34 meter, Tammerfors) - 2022: Silver – Kulstötning (16,91 meter, Joensuu) - 2023: Silver – Kulstötning (16,94 meter, Lahtis) | - Finska friidrottsmästerskapen (inomhus): - 2019: Silver – Kulstötning (15,53 meter, Kuopio) - 2020: Silver – Kulstötning (15,77 meter, Tammerfors) - 2021: Guld – Kulstötning (16,61 meter, Jyväskylä) - 2022: Silver – Kulstötning (17,04 meter, Kuopio) - 2023: Guld – Kulstötning (17,31 meter, Helsingfors) |

## Personliga rekord
| Utomhus - Kulstötning – 17,53 m (Köpenhamn, 28 maj 2023) | Inomhus - Kulstötning – 17,31 m (Helsingfors, 18 februari 2023) |